# Араки, Нобуёси
Нобуёси Араки (яп. 荒木 経惟 Араки Нобуёси, 25 мая 1940) — японский фотограф. Широкую известность получил благодаря зачастую провокационным и нарушающим табу японского общества работам на стыке эротики и порнографии. Несмотря на эпатажность, отдельными критиками называется продолжателем классической японской традиции сюнга, ставшей в эпоху Эдо жанром эротического укиё-э.

## Биография

### Детство, университетские годы, работа в «Дэнцу» (1940—1972)
Родился в районе Минова токийского округа Тайто в 1940 в семье Тётаро Араки (ум. в 1967) и его жены Кин (ум. в 1972), занимавшихся торговлей гэта. В семье был пятым ребёнком из семи (три брата и три сестры). Свою первую камеру (модель «Baby Pearl») он получил в 12 лет от отца, бывшего квалифицированным фотографом-любителем. Первые фотоопыты пришлись на школьные экскурсии, в которых участвовал юный Араки.
В 1959 году поступил на инженерный факультет университета Тиба на отделение фотографии и кинематографа. Получил степень бакалавра (тема дипломной работы: «Фотографии детей дома», 1963) и начал работать фотографом в рекламном агентстве «Дэнцу». В 1964 году получил свою первую награду, премию журнала «Тайё» за сборник фотографий школьников младших классов «Саттин» (яп. サッチン). В следующем году в Токио состоялась первая персональная выставка работ Араки, темой которой вновь оказались маленькие школьники.
В 1970 году собственноручно издал ограниченным тиражом (25 тетрадей, 70 экземпляров каждая) свой первый альбом «Отксерокопированные фотографии» (ゼロックス写真帖), который разослал друзьям, критикам и случайным людям, адреса которых он произвольно выбрал из телефонной книги. Темой фотоальбома стали лица рядовых жителей Токио. В том же году организовал «программную» выставку, озаглавленную «Манифест сюр-сентиментализма № 2: Правда о Мари Кармен», где были продемонстрированы фотографии увеличенных женских половых органов.
В «Дэнцу» Араки познакомился с работавшей там секретаршей Ёко Аоки, на которой женился в 1971 году. Фотографии, сделанные во время медового месяца, вышли в форме альбома «Сентиментальное путешествие» (яп. センチメンタルな旅), выпущенного на средства самого автора тиражом 1000 экземпляров. Часть тиража была распродана супругой Араки среди сотрудников «Дэнцу». Вместе с четырьмя единомышленниками, объединёнными творческим кредо «Фотография — это копия», в том же году Араки организовал творческое объединение «Союз копировщиков. Гэрибара 5» (яп. 複写集団ゲリバラ5).
В конце года Араки посетил тогда ещё оккупированную США Окинаву, а в 1972 году уволился из «Дэнцу», полностью посвятив себя художественной фотографии.

### 1973—1990
В 1974 году совместно с другими ведущими послевоенными японскими фотографами (Сёмэй Томацу, Дайдо Морияма, Эйко Хосоэ, Масахиса Фукасэ и Нориаки Ёкосука) организовал фотошколу, где принял участие в ряде мастер-классов, а также, в 1976, выступил в качестве редактора ежеквартально выпускавшегося школой журнала в номере, посвящённом женским фотографиям. В том же году школа прекратила существование, а Араки вместе с десятью учениками организовал свою собственную (просуществовала до 1979 года). В 1978, Араки с супругой перебрался из своего родного Минова в городок Комаэ, расположенный на юге Токио.
В 1979 Араки отправился в Нью-Йорк для открытия выставки «Japan: A Self-Portrait», проводимой при поддержке Международного Центра Фотографии. В том же году в эротическом журнале «S&M Снайпер» была опубликована первая серия его бандаж-фотографий. В 1980 Араки в качестве фотографа принял участие в работе на фильмом «Цыганские напевы» (яп. ツィゴイネルワイゼン) культового японского режиссёра Сэйдзюн Судзуки.
В 1981 Араки открыл свою собственную компанию «Араки» (яп. アラーキー). В том же году Акира Суэи начал издание журнала «Сясин дзидай», получившего в мире японского фото-андерграунда большой резонанс в 80-х годах: своей известностью журнал был во многом обязан фотографиям Араки, тре серии которых появились там уже в самых первых номерах. Год также ознаменовался режиссёрским дебютом Араки в фильме «Псевдо-дневник школьницы старших классов» (яп. 女高生偽日記). В честь десятилетней годовщины супружеской жизни вместе с Ёко отправился в путешествие, посетив Париж, Мадрид и Буэнос-Айрес.
В 1982 году Араки открыл новый офис своей компании, дав ему название «Фотоклиники» (яп. 写真診察所), вместе с писателем Кэндзи Накагами посетил Южную Корею, а также переехал в токийский округ Сэтагая, где проживает и до сих пор.
В 1986 году Араки начал эксперименты в созданном им стиле слайд-шоу, получившем названием «Аракинэма» (яп. アラキネマ). Для демонстрации фотографий в «Аракинэма» одновременно использовалось два проектора, которыми управляли ассистировавшие Араки его коллеги, Сиро Тамия и Нобухико Ансай (впоследствии в 1988 они троём создали объединение «AaT Room»). В 1988 вокруг «Сясин дзидай» разгорелся крупный скандал, в связи с которым журнал был вынужден прекратить своё существование: приказом полиции были изъяты все копии апрельского номера на основании обвинения в публикации порнографии, которой были сочтены фотографии Араки. Сам Араки также был задержан и давал показания в полицейском участке.
27 января 1990 года в возрасте 42 лет умерла жена фотографа Ёко. Наряду с этой трагедией год принёс Араки всеяпонское признание: он был удостоен высших наград двух крупнейших национальных объединений фотографов. Также Араки продолжил своё сотрудничество с режиссёром Сэйдзюн Судзуки, выступив в роли фотографа на съёмках фильма «Юмэдзи».

## Очерк творчества
На счету фотографа большое количество персональных выставок в Америке и во многих странах Европы. В Японии выставки Араки часто подвергаются закрытию, работы конфисковываются, а на фотографа накладываются штрафы. Но это не останавливает мастера и не уменьшает его популярности по всему миру и в Японии. За свою творческую жизнь Араки выпустил свыше 250 книг.
Араки ничего не скрывает о себе. Когда у его жены находят рак, он фотографирует её и делает передвижную выставку. Его любимые темы — цветы, небо, женщины и дети. Его фотографии цветов настолько неоднозначны, что их очень трудно назвать непорнографичными.

## Избранные фотоальбомы
- 2006 — Фотографии неба (写真ノ中ノ空). Совместно с Сюнтаро Таникава (стихи).